# Daniel Tourinho
Daniel Sampaio Tourinho (Jequié, 11 de maio de 1947) é um advogado, jornalista e político brasileiro. É o presidente nacional do Agir desde a fundação do partido, em 11 de julho de 1985.

## Biografia
Nascido em Jequié, cidade localizada no interior da Bahia, Daniel Tourinho mudou-se para o Rio de Janeiro em meados da década de 1960. Seu primeiro emprego foi de entregador de jornais para assinantes do Correio da Manhã.
Em 1966, conseguiu emprego na Esso Brasileira de Petróleo, que pagou os estudos de Tourinho até a conclusão da faculdade de direito. Trabalhou ainda na área de recursos humanos da Bloch Editores entre 1974 e 1985.

## Trajetória política
Após deixar a Bloch Editores, Tourinho, na época filiado ao PDT, sai do partido para criar o PJ (Partido da Juventude), pelo qual disputa a eleição municipal no Rio de Janeiro, tendo Rui Nascimento como seu companheiro de chapa. Fica em 17º lugar entre 20 candidatos, com 4.289 votos (0,2% do total). Tenta novamente disputar a prefeitura da capital fluminense em 1988, porém desiste de concorrer, dando lugar a Antônio Vilardo. No ano seguinte, o partido passaria a se chamar Partido da Reconstrução Nacional (PRN). Naquele ano o partido elegeu Fernando Collor presidente do país nas primeiras eleições diretas para presidente em quase trinta anos.
Em 1986 Tourinho se envolveu em polêmica no Distrito Federal ao ingressar com ação na justiça eleitoral visando a cassação do título eleitoral de Márcia Kubitschek, filha do ex-presidente Juscelino Kubitschek e candidata a deputada federal pelo PMDB. Apesar de Tourinho defender a autoria da ação, nos meios políticos de Brasília circulou a versão de que Tourinho agiu a mando do PDT (o PJ e o PDT concorreram sob coligação nas eleições de 1986). A ação acabou mal sucedida e Márcia Kubitschek foi eleita.   Numa reviravolta política, Márcia Kubitschek foi convidada em 1989 por Fernando Collor a se filiar ao PRN dirigido por Tourinho.
Tourinho se aproximou do então governador de Alagoas Fernando Collor de Melo e ofereceu apoia-lo para presidente. Inicialmente Collor riu da proposta. Mais tarde filiou-se ao Partido da Juventude. Em troca Tourinho lhe deu controle da sigla, que teve seu nome alterado para Partido da Reconstrução Nacional (PRN).  
A aproximação de Tourinho com Collor permitiu que o Partido da Juventude não acabasse como muitos outros partidos nanicos da época e serviu de base para o político alagoano lançar sua candidatura bem sucedida ao planalto.

## Governo Collor
Com certa influência no governo, Tourinho indicou com sucesso o economista Eduardo Cunha para a presidência da Telerj.
Após a eleição de Collor, Tourinho anunciou sua intenção de se lançar candidato a deputado federal pelo Rio de Janeiro. Pesquisas realizadas pelo IBOPE antes do pleito indicavam que Tourinho tinha 0% de intenções de voto no Rio de Janeiro. Faltando poucos meses para a eleição, Tourinho mudou seu domicílio eleitoral do Rio para Sergipe e lança sua candidatura a deputado federal.  
O suposto fisiologismo de Tourinho na condução do PRN (em 1991 Tourinho retirou abruptamente-por ordens de Collor- da liderança do PRN no governo o deputado federal Arnaldo Faria de Sá por este apoiar o grupo político de Orestes Quércia que dominava São Paulo na época) foi um dos motivos que forçou o vice-presidente Itamar Franco deixar o partido no início de 1992. Apesar da crise que culminou no Impeachment de Fernando Collor (onde Tourinho revelou desconhecer que existiam "sobras da campanha de 1989" nos cofres do partido contrariando a prestação de contas) Tourinho lhe permaneceu fiel e impediu sua expulsão do PRN.

## Anos posteriores
Em 1990, muda o domicílio eleitoral para Sergipe, onde tentou, sem êxito, uma vaga na Câmara dos Deputados, ficando ainda de fora das eleições de 1992, 1994 e 1996.
Em 1998, concorre a uma vaga no Senado Federal, porém fica em 11º entre 14 postulantes ao cargo, obtendo 8.899 votos. Não concorre a nenhum cargo político em 2000, e em 2002 renunciou à candidatura para deputado federal - na época, o PRN, que já encontrava-se fragilizado após o processo de impeachment que levaria o então presidente Fernando Collor à perda de seu mandato em 1992, mudaria outra vez sua denominação, desta vez para Partido Trabalhista Cristão, sempre com Tourinho na presidência nacional da legenda.
De volta às disputas eleitorais, tenta se eleger deputado federal em 2010, mas não é bem-sucedido, recebendo apenas 7.519 votos, e em 2018, tenta novamente uma vaga na Câmara dos Deputados, porém sua candidatura foi considerada inapta. Em julho de 2021, sobre uma possível filiação de bolsonaristas ao PTC, Daniel Tourinho negou a possibilidade afirmando que o partido "é contra o extremismo". A declaração foi uma semana depois que um grupo ligado ao ex-ministro da Educação Abraham Weintraub negociava a filiação para disputar o governo de São Paulo em 2022.
Seu filho, também chamado Daniel, era presidente do PTC no estado do Rio de Janeiro, vindo a falecer em junho de 2019.